# Orangeburg megye
Orangeburg megye az Amerikai Egyesült Államokban, azon belül Dél-Karolina államban található. Megyeszékhelye és legnagyobb városa Orangeburg. Lakosainak száma 84 223 fő (2020. április 1.). Orangeburg megye Calhoun, Bamberg, Clarendon, Dorchester, Colleton, Aiken, Barnwell, Lexington és Berkeley megyékkel határos.

## Népesség
A megye népességének változása:
| Lakosok száma | 92 319 | 91 764 | 91 399 | 90 942 | 89 208 | 84 223 |
|               | 2010   | 2011   | 2012   | 2013   | 2015   | 2020   |